# Кувшин из Чивита-Кастеллана (Vetter 243)
Кувшин из Чивита-Кастеллана (Vetter 243, Giacomelli 3, Bakkum EF 4) — кувшин (ойнохойя) из керамики-импасто с надписью на фалискском языке. Надпись датируется VII веком до н. э. и является одной из старейших известных фалискских надписей. Находится в Национальном музее вилла Джулия (инвентарный номер 43111).

## Изучение
По общему мнению, кувшин происходит из Чивита-Кастеллана. Вместе с другим подобным кувшином он был приобретён Музеем вилла Джулия в 1921 году. Надпись была впервые опубликована Джильоли и Браун в 1935 году. Джильоли отнёс кувшин к VII веку до н. э.; в случае, если такая датировка верна, он старше, чем надпись Цереры, которая обычно считается самой ранней фалискской надписью.
Высота кувшина — 15 см.

## Надпись
Надпись сделана в полтора оборота вокруг кувшина. Направление письма — слева направо.
e**azieputilepeḳapenarufiaḳalẹptiauessaluetesociaiofetioskaiosuelosamanossaluetosaluesseiteiofeteqemeneses*eie
Некоторые буквы имеют странную форму или выглядят как исправления, как если бы автор надписи был плохо знаком с письмом в целом, или, скорее, письмом данным алфавитом. 
Символы 2 и 3 большинством авторов читаются как pe, однако Просдочими интерпретирует их как nc с квадратной формой c, вписанной под n. Однако употребление c в этом контексте было бы неожиданным, так как далее в надписи перед a всегда используется k. Символы 8—12 Джакомелли и Просдочими читают как util, но существуют и другие версии (ạl, χil, ịịl, *l, itu, iẹ). Первая часть текста не поддаётся какой-либо интерпретации.